# David Kostelecký
David Kostelecký (Brno, Checoslovaquia, 12 de mayo de 1975) es un deportista checo que compite en tiro, en la modalidad de tiro al plato.
Participó en seis Juegos Olímpicos de Verano, entre los años 1996 y 2020, obteniendo dos medallas, oro en Pekín 2008 y plata en Tokio 2020, ambas en la prueba de foso. En los Juegos Europeos de Minsk 2019 obtuvo una medalla de oro en la prueba de foso.
Ganó dos medallas en el Campeonato Mundial de Tiro, en los años 2011 y 2022, y cinco medallas en el Campeonato Europeo de Tiro entre los años 2002 y 2017.

## Palmarés internacional
| Juegos Olímpicos   | Juegos Olímpicos       | Juegos Olímpicos  | Juegos Olímpicos |
| Año                | Lugar                  | Medalla           | Prueba           |
| ------------------ | ---------------------- | ----------------- | ---------------- |
| 2008               | Pekín (China)          | Medalla de oro    | Foso             |
| 2020               | Tokio (Japón)          | Medalla de plata  | Foso             |
| Campeonato Mundial |                        |                   |                  |
| Año                | Lugar                  | Medalla           | Prueba           |
| 2011               | Belgrado (Serbia)      | Medalla de plata  | Foso             |
| 2022               | Osijek (Croacia)       | Medalla de plata  | Foso por equipo  |
| Juegos Europeos    |                        |                   |                  |
| Año                | Lugar                  | Medalla           | Prueba           |
| 2019               | Minsk (Bielorrusia)    | Medalla de oro    | Foso             |
| Campeonato Europeo |                        |                   |                  |
| Año                | Lugar                  | Medalla           | Prueba           |
| 2002               | Lonato (Italia)        | Medalla de oro    | Foso             |
| 2008               | Nicosia (Chipre)       | Medalla de plata  | Foso             |
| 2011               | Belgrado (Serbia)      | Medalla de plata  | Foso             |
| 2014               | Sarlóspuszta (Hungría) | Medalla de bronce | Foso             |
| 2017               | Bakú (Azerbaiyán)      | Medalla de oro    | Foso             |